# 马尔塞莱格雷沃
马尔塞莱格雷沃（法語：Marcey-les-Grèves，法語發音：[maʁsɛ le ɡʁɛv]）是法国芒什省的一个市镇，属于阿夫朗什区。

## 地理
马尔塞莱格雷沃（48°41'48"N, 1°23'29"W）面积6.73 平方千米，位于法国诺曼底大区芒什省，该省份为法国西北部沿海省份，西、北、东北三面环大西洋，东起顺时针与卡爾瓦多斯省、奧恩省、马耶讷省和伊勒-维莱讷省接壤。
与马尔塞莱格雷沃接壤的市镇（或旧市镇、城区）包括：洛利夫、阿夫朗什、圣让德拉艾兹、万镇、勒瓦勒圣佩尔。

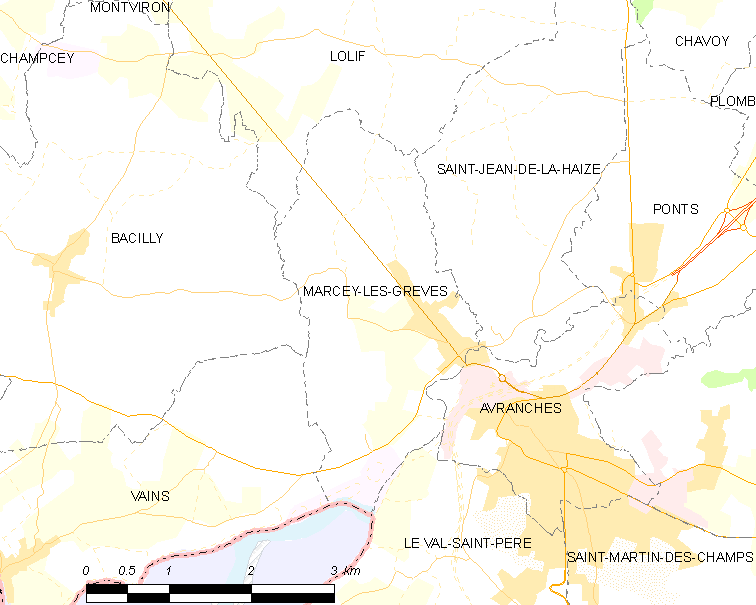
马尔塞莱格雷沃的OSM定位图

马尔塞莱格雷沃的时区为UTC+01:00、UTC+02:00（夏令时）。

## 行政
马尔塞莱格雷沃的邮政编码为50300，INSEE市镇编码为50288。

## 政治
马尔塞莱格雷沃所属的省级选区为阿夫朗什县。

## 人口

1962-2008年间马尔塞莱格雷沃人口变化图示

马尔塞莱格雷沃于2022年1月1日时的人口数量为1286人。